# Morgan Pearson
Morgan Pearson (Washington D. C., 22 de septiembre de 1993) es un deportista estadounidense que compite en triatlón.
Participó en dos Juegos Olímpicos de Verano, obteniendo dos medallas de plata, en Tokio 2020 y París 2024, ambas en la prueba de relevo mixto.
Ganó una medalla de plata en el Campeonato Mundial por Relevos Mixtos de 2020 y dos medallas de oro en el Campeonato Panamericano de Triatlón, en los años 2018 y 2024.

## Palmarés internacional
| Juegos Olímpicos                      | Juegos Olímpicos          | Juegos Olímpicos | Juegos Olímpicos |
| Año                                   | Lugar                     | Medalla          | Prueba           |
| ------------------------------------- | ------------------------- | ---------------- | ---------------- |
| 2020                                  | Tokio (Japón)             | Medalla de plata | Relevo mixto     |
| 2024                                  | París (Francia)           | Medalla de plata | Relevo mixto     |
| Campeonato Mundial por Relevos Mixtos |                           |                  |                  |
| Año                                   | Lugar                     | Medalla          | Prueba           |
| 2020                                  | Hamburgo (Alemania)       | Medalla de plata | Relevo mixto     |
| Campeonato Panamericano               |                           |                  |                  |
| Año                                   | Lugar                     | Medalla          | Prueba           |
| 2018                                  | Sarasota (Estados Unidos) | Medalla de oro   | Relevo mixto     |
| 2024                                  | Miami (Estados Unidos)    | Medalla de oro   | Individual       |